# ヴァルター・トール

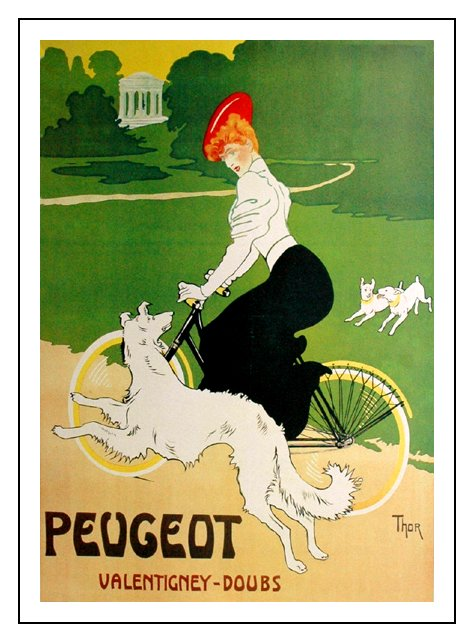
プジョーのポスター

ヴァルター・トール（Walter Thor、1870年2月13日 - 1929年1月15日）はドイツの画家、イラストレーターである。

## 略歴
現在のポーランドのノバ・スル（ドイツ語名:Neusalz an der Oder）のエンジニアの息子に生まれた。1889年にミュンヘン美術院に入学し、ニコラオス・ギジスに学んだ後、風俗画、人物画の画家、フランツ・デフレガーの上級クラスの学生となった。
1896年に美術院を卒業後、個人の絵画学校を開き、1921年まで校長を務めた。1892年ミュンヘン芸術家組合(Münchner Künstlergenossenschaft)から分裂して作られた「Luitpold-Gruppe」の創立会員であった。主に人物画を描いたが、ミュンヘンの雑誌「 Jugend 」の表紙絵や挿絵も描き、広告ポスターもデザインした。

## 作品

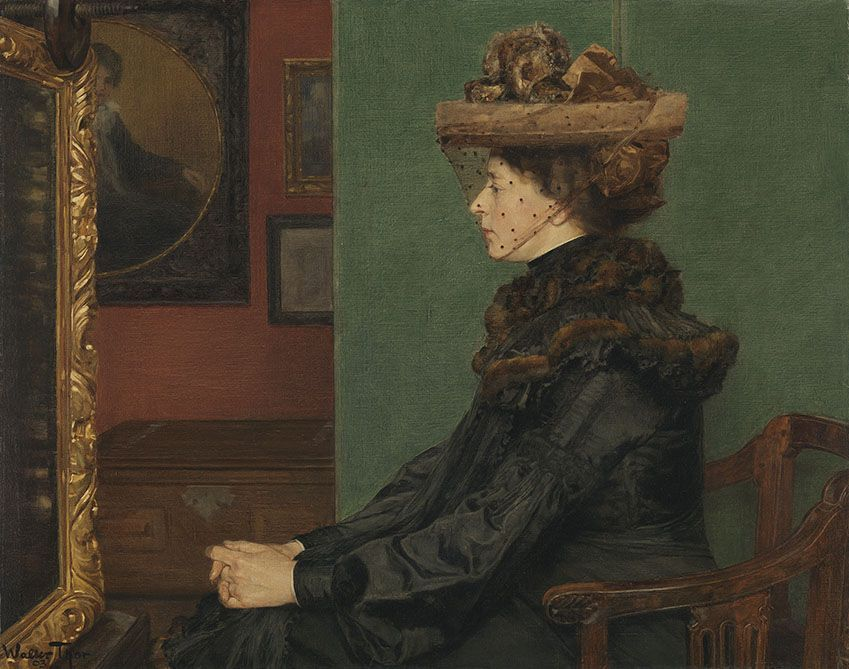
「アトリエで」(1903)
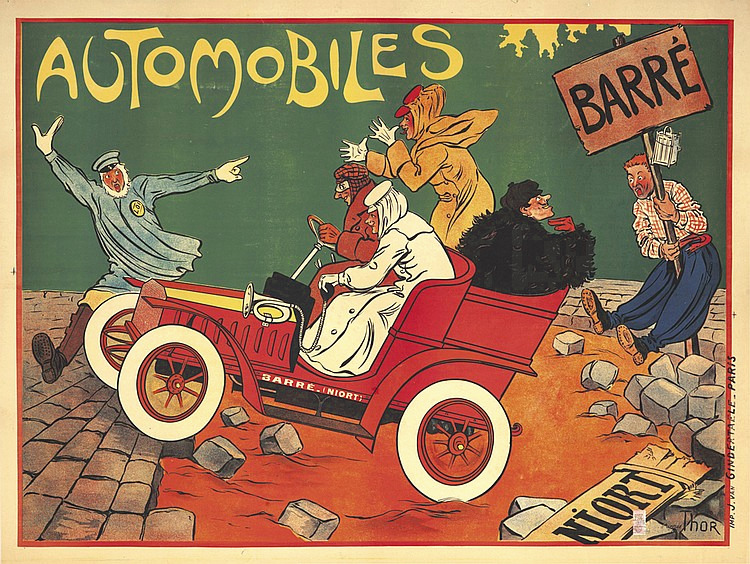
自動車メーカー「Automobiles Barré」のポスター